# Надија Мурад
Надија Мурад Баси Таха (арап. نادية مراد; рођена 1993. у Коџоу, Ирак) припадница је језидског народа са територије Ирака, а тренутно је настањена у Немачкој. Активисткиња је за људска права и добитница Нобелове награде за мир. Била је киднапована и талац Исламске државе у периоду од три месеца.
Током 2018. године, она и Денис Маквеге постали су добитници Нобелове награде за „њихове напоре у циљу престанка употребе сексуалног насиља као начина ратовања у оружаним конфликтима”. Она је први становник Ирака који је освојио Нобелову награду.
Надија Мурад је основала Надијину иницијативу, организацију која се бави „пружањем помоћи женама и деци захваћеној геноцидом, масовним злочинима и трговином људима, у циљу опоравка и поновног започињања њихових живота и заједница”.

## Детињство
Надија Мурад је рођена у селу Коџо на Синџару, Ирак. Њена породица, која припада етно-религијској мањини Језидима, бавила се пољопривредом.

## Заробљеништво
Са деветнаест година, Надија је била ученица из села Коџо у Северном Ираку, када су борци Исламске државе окупили све припаднике Језидске заједнице у селу, и том приликом су убили 600 људи, укључујући шесторо Надијине браће и полубраће, и одвели девојчице и младе жене у ропство. Тада је Надија била једна од 6.700 језидских жена које је киднаповала Исламска држава у Ираку. Била је третирана као робиња у Мосулу, и била физички злостављана, жарена цигаретама и силована када је покушала да побегне. Успела је да побегне када је власник куће оставио откључана врата.
Прихватила ју је комшијска породица који су успели да је прокријумчаре изван територије под контролом Исламске државе, што јој је омогућило да доспе до избегличког кампа у Духоку, Северни Ирак. У фебруару 2015. године је дала своју прву изјаву новинарима белгијског дневника La Libre Belgique док је боравила у кампу Рванга. Током 2015, била је једна од хиљаду жена и деце који су били укључени у избеглички програм немачке владе Баден Виртемберга, Немачка, што је постало њен нови дом.

## Каријера
Дана 16. децембра 2015, Надија Мурад је излагала пред Саветом безбедности Уједињених нација, на тему трговине људима и конфликата, што је први пут да је неко известио Савет о трговини људима. Као део њене улоге амбасадора, Надија учествује у глобалном и локалном залагању ради подизања свести о трговини људима и избеглицама. Она посећује заједнице избеглица и жртава, слушајући сведочења о геноциду и злостављањима.
Од септембра 2016, адвокат Амал Клуни говорила је пред Канцеларијом Уједнињених нација за дрогу и криминал (-{UNODC}-) да би разматрала своју одлуку из јуна 2016 о њеном заступању Надије Мурад у својству клијента у правној парници против команданата ИД. Клуни је окарактерисала геноцид, трговину људима и силовање као „бирократију зла на индустријском нивоу”, додајући да се трговина робљем подједнако одвија онлајн на Фејсбуку, и уживо на Блиском истоку, и да је још увек активна. Надија Мурад је добијала озбиљне претње по живот као резултат свог рада.
У септембру 2016, Надија је обзнанила отварање Надијине иницијативе на догађају који је организовала Тина Феј у Њујорку. Иницијатива се бави залагањем за жртве геноцида и пружањем помоћи. Истог месеца је именована првом Амбасадорком добре воље за Достојанство жртава трговине људима при Уједињеним нацијама (-{UNODC}-).
Дана 3. маја 2017, Надија Мурад се састала са папом Франциском и надбискупом Галагером у Ватикану. Током састанка је затражила помоћ Језидима који су још увек заточеници Исламске државе, похвалила подршку Ватикана мањинама, разматрала могућности настанка независне територије за мањине Ирака, и нагласила озбиљност тренутне ситуације и изазова са којима се сусрећу верске мањине у Ираку и Сирији, поготово жртве и интерно расељена лица као и избеглице.
Надијини мемоари Последња девојка: Моја прича о заробљеништву, и моја борба против Исламске државе објављени су у издању издавачке куће -{Crown Publishing Group}- 7. новембра 2017.

## Приватни живот
Августа 2018, верила се за свог језидског колегу активисту за људска права, Абида Шадмина.

## Награде и признања
- 2016: Прва амбасадорка добре воље за Достојанство жртава трговине људима при Уједињеним нацијама[6][22]
- 2016: Награда Вацлав Хавел за људска права, доделио Савет Европе[23]
- 2016: Награда Сахаров за Слободу мисли (заједно са Ламијом Аџи Башар)[24][25][26]
- 2018: Нобелова награда за мир (заједно са Денисом Муквегеом)[27]